# سیبن (مینه‌سوتا)
سیبن، مینه‌سوتا (به انگلیسی: Sabin, Minnesota) یک شهر در ایالات متحده آمریکا است که در شهرستان کلی (ابهام‌زادیی) واقع شده‌است.

## خصوصیات
سیبن ۰٫۹۱ کیلومترمربع مساحت و ۵۲۲ نفر جمعیت دارد و ۲۸۳ متر بالاتر از سطح دریا واقع شده‌است.